# نانسي لاب
نانسي لاب (ولقبها قبل الزواج رين، وُلِدت في عام 1930) هي عالمة أثرية وعالمة الكتب المقدسه الإبراهيمية (خصوصا التوراة والإنجيل). عملتْ في عدة المواقع الأثرية في الأردن وفلسطين، مع زوجها بول لاب. بعد وفاة زوجها وفاةً مبكرةً في عام 1970، كرست نفسها لنشر كل تقارير الحفريات الأثرية التي عملا عليها مع بعضهما البعض. وهذا المهمة كانت كبيرةً وهائلةً ولا تزال مستمرة. وفي عام 1970، أصبحت نانسي لاب أمينة متحف آثار الشرق الأدنى في مدرسة بيتسبرج اللاهوتية. وفي عام 2000 أصبحت الامينة الفخرية في المدرسة. وهي تخدم كوصية فخرية في المركز الأمريكي للابحاث الشرقية (أكور) في عمّان، الأردن. وهناك تبرعت مجموعة واسعة من الصور التي يوثّقها رحلات نانسي وزوجها عبر الحفريات الأثرية.
تحمل لاب شهادة بكالوريوس من جامعة سينسناتي وشهادة ماجستير من مدرسة ماكورميك اللاهوتية. أستاذَيْها، جي إرسنت رايت وفرانك مور كروس، شجّعاها في عملها الأكايمي أصبحت سكتريرة والمساعدة البحثية النسائية الأولی للأستاذ الدكتور وليام فوكسويل أولبرايت في جامعة جونز هوبكينز بين العامين 1955 - 1957. وحينئذ التقت وتجوّزت بول لاب. في عام 1957، نانسي وبول انضما بعثة درو-ماكورميك الاثرية الی مدينة شكيم (نابلس الحديثة). وهناك يتدرّبون في علم الحفريات وتصنيف السيراميك من جي إرسنت رايت ولورانس تومبز، وأوڤيف أر. سيليرز. وبعد مرور الوقت، نانسي وبول اصبحا فريق متميز من الآثريين التوراتيين.
من 1960 - 1965، كان بول مدير المدرسة الأمريكية للأبحاث الشرقية (أسور) في القدس (اليوم هو معهد أولبرايت للبحوث الاثرية). ساهمت بول بلوجيستية وبإدارة المعهد وساعدت مع عدة الحفريات الأثرية التي بادرها بول حينئذ. وفي نفس الوقت، ربت أولادهم الخمسة. وبعد استقالة بول من منصب المدير في عام 1965، اللابس استمرا أن يعيشا ويعملا من أسور، وبول بدأ يعمل في الموقع الأثري من العصر البرونزي المبكر ويسمّيها باب الذراع. وفي وقت لاحق، وسعت هذه البعثة إلی مشروع البعثة إلی سهل البحر الميت (EDSP)، واستمرّت لاب أن تساعد مع هذا الموقع من 1970 إلی الموسم الاخير في 1990.
في عام 1970، بدأت لاب تعمل في مدرسة بيتسبورغ اللاهوتية (PTS) في مدينة بيتسبورغ في بنسلفانيا. وحاضرت وخدمت كالأمين في متحف أراضي كيلسو للكتاب المقدس (الآن يسمّي متحف كيلسو للعلم الأثري الشرقي الأدني). وفي عام 2000، بعدها تقاعدت وأ
أصبحت لاب أمين المتحف الفخري، ولكنها لم تقف أعمالها بالنشر، فقد استلمت الاموال من عدة منح وزمالات.بعد وفاة بول في حادث سباحة مأساوي في عام 1970 مع عدم نشر جميع الحفريات تقريبًا، قررت لاب نشرها بنفسها. من بين المواقع الأثرية العديدة التي عمل عليها بول لاب هي «عراق الأمير [بالقرب من وادي السير]، تل الرميث [بالقرب من إربد]، باب الذراع [بالقرب من البحر الميت]، وتل تعناق بالقرب من جنين، فلسطين»  وأعتبارا من حزيران في عام 2019، كادت تحقق هذا الهدف. لدى Lapps مجموعة من صورهم الفوتوغرافية للأردن والشرق الأوسط متاحة على أرشيف صور ACOR التابع للمركز الأمريكي للبحوث الشرقية.

## المنشورات المختارة
- 1958, A Comparative Study of a Hellenistic Pottery Group from Beth-zur, American Schools of Oriental Research, 1958.
- 1968, The 1957 Excavation at Beth-zur, Cambridge, MA: American Schools of Oriental Research, 1968 (with Seller, O.R., Funk, R.W., McKenzie, J.L., Lapp, P.W.).
- 1968, Iron II- Hellenistic Pottery Groups, American Schools of Oriental Research, 1968 (with Lapp, P.W.).
- 1974, Discoveries in the Wadi ed-Daliyeh, Cambridge, MA: American Schools of Oriental Research, 1974 (with Lapp, P.W.).
- 1981, The Third Campaign at Tell el-Ful: the excavations of 1964, Cambridge, MA: American Schools of Oriental Research, 1981 (with Graham, J.A.).
- 1983, The Excavations at Araq el-Emir, Ann Arbor, MI: American Schools of Oriental Research, 1983 (with Brown, R.)
- 1989, Cylinder Seals and Impressions of the Third Millennium B.C. from the Dead Sea Plain, American Schools of Oriental Research, 1989.
- 2003, Preliminary excavation reports and other archaeological investigations: Tell Qarqur, Iron I sites in the North-Central highlands of Palestine, Boston, MA: American Schools of Oriental Research, 2003.
- 2008, Shechem IV: the Persian-Hellenistic Pottery of Shechem/Tell Balat'ah, Boston, MA: American Schools of Oriental Research, 2008 (with Campell, E.F. Jr.).
- 2014 Tell er-Rumeith: The Excavations of Paul Lapp, 1962 and 1967, Boston, MA: American Schools of Oriental Research, 2014 (with Barako, T.J. ).